# Hugo López Silva
Hugo López Silva (27 de junio de 1984) es un jugador de ajedrez chileno.

## Resultados destacados en competición
Fue una vez ganador del Campeonato de ajedrez de Chile en el año 2008.
Participó representando a Chile en una Olimpíadas de ajedrez en el año 2010 en Khanty-Mansiysk.